# Kingstown
Kingstown è la capitale di Saint Vincent e Grenadine, nonché capoluogo della Parrocchia di Saint George. Principale centro commerciale e portuale del paese, al 2010 contava una popolazione di circa 16 500 abitanti. È soprannominata "la città degli archi" a causa dell'uso abbondante di questo elemento architettonico nelle strutture.

## Storia
Kingstown fu fondata dai colonizzatori francesi poco dopo il 1722.
Il giardino botanico di Saint Vincent, progettato nel 1765, è uno dei più antichi dell'emisfero occidentale. William Bligh, protagonista suo malgrado del celebre ammutinamento del Bounty, portò qui i semi dell'albero del pane intorno al 1793.

## Geografia
Kingstown sorge sulla parte meridionale dell'isola di Saint Vincent ed è stretta tra l'oceano da un lato e ripide colline dall'altro.

## Infrastrutture e trasporti
La città è dotata di un aeroporto sito nella località Argyle, l'Aeroporto Internazionale di Argyle.

### Monumenti e luoghi d'interesse
- Giardino botanico di Saint Vincent
- Fort Charlotte
- Cattedrale di San Giorgio
- The Cruise Ship Birth
- The Saint Vincent and the Grenadines Securities Exchange

### Clima
La città, come tutto il resto del paese, gode di un clima equatoriale, con temperature medie sempre oltre i 20 °C.
| Kingstown           | Mesi  | Mesi | Mesi | Mesi  | Mesi  | Mesi  | Mesi  | Mesi  | Mesi  | Mesi  | Mesi  | Mesi  | Stagioni | Stagioni | Stagioni | Stagioni | Anno    |
| Kingstown           | Gen   | Feb  | Mar  | Apr   | Mag   | Giu   | Lug   | Ago   | Set   | Ott   | Nov   | Dic   | Inv      | Pri      | Est      | Aut      | Anno    |
| ------------------- | ----- | ---- | ---- | ----- | ----- | ----- | ----- | ----- | ----- | ----- | ----- | ----- | -------- | -------- | -------- | -------- | ------- |
| T. max. media (°C)  | 29    | 29   | 30   | 30    | 31    | 31    | 31    | 31    | 32    | 31    | 31    | 30    | 29,3     | 30,3     | 31       | 31,3     | 30,5    |
| T. min. media (°C)  | 24    | 24   | 24   | 25    | 26    | 26    | 26    | 26    | 26    | 25    | 25    | 25    | 24,3     | 25       | 26       | 25,3     | 25,2    |
| Precipitazioni (mm) | 121,4 | 95,9 | 89,7 | 106,6 | 106,9 | 166,2 | 188,8 | 199,1 | 160,7 | 212,1 | 197,8 | 138,6 | 355,9    | 303,2    | 554,1    | 570,6    | 1 783,8 |